# Краусс, Бернд
Бернд Краусс (нем. Bernd Krauss; 8 мая 1957, Дортмунд, Германия) — австрийский футболист немецкого происхождения, защитник. По завершении игровой карьеры — футбольный тренер.
В качестве игрока прежде всего известен выступлениями за «Рапид» (Вена) и «Боруссию» (Мёнхенгладбах), а также национальную сборную Австрии.

## Клубная карьера
Родился 8 мая 1957 года в городе Дортмунд. Воспитанник футбольной школы клуба «Шюрен».
Во взрослом футболе дебютировал в 1976 году выступлениями за команду клуба «Боруссия» (Дортмунд), в которой провел один сезон, приняв участие лишь в 1 матче чемпионата.
Своей игрой за эту команду привлек внимание представителей тренерского штаба клуба «Рапид» (Вена), в состав которого присоединился летом 1977 года. Играл за венскую команду следующие шесть сезонов своей игровой карьеры. Большинство времени, проведенного в составе венского «Рапида», был основным игроком защиты команды.
Летом 1983 года перешел в «Боруссию» (Мёнхенгладбах), за который отыграл 7 сезонов. Играя в составе «Боруссии» также в основном выходил на поле в основном составе команды. Завершил профессиональную карьеру футболиста выступлениями за «Боруссию» в 1990 году.

## Выступления за сборную
Во время выступлений за «Рапид» (Вена) принял австрийское гражданство и в 1981 году дебютировал в официальных матчах в составе национальной сборной Австрии.
В составе сборной был участником чемпионата мира 1982 года в Испании, на котором сыграл во всех пяти матчах сборной на турнире.
Всего в течение карьеры в национальной команде, которая длилась 4 года, провёл в форме главной команды страны 22 матча.

## Карьера тренера
Начал тренерскую карьеру, еще продолжая играть на поле в 1989 году, возглавив тренерский штаб клуба «Боруссия» (Мёнхенгладбах).
В дальнейшем возглавлял клубы «Кёльн», «Реал Сосьедад», «Боруссия» (Дортмунд), «Мальорка», «Арис», «Адмира-Ваккер» и «Тенерифе».
Последним местом тренерской работы был тунисский клуб «Этуаль дю Сахель», который Бернд Краусс возглавлял как главный тренер с января по март 2012 года.

## Достижения

### Как игрок
- Чемпион Австрии (2): 1982, 1983
- Вице-чемпион Австрии (1): 1978
- 3-й призёр чемпионата Австрии (2): 1979, 1981
- Обладатель кубка Австрии (1): 1983
- Финалист кубка Германии (1): 1984

### Как тренер
- Обладатель кубка Германии (1): 1995
- Финалист суперкубка Германии (1): 1995